# Renonciation et restitution
Dans l'histoire de l'Irlande, le processus de renonciation et restitution fut un mécanisme légal, mis en place et contrôlé par la Couronne anglaise durant la reconquête de l'Irlande par les Tudor, qui transforma l'organisation du pouvoir en Irlande, traditionnellement basée sur les clans et les liens familiaux, en un système semi-féodal. Cette opération fut menée par le roi Henri VIII d'Angleterre, roi d'Irlande de 1509 à 1547, afin d'augmenter son emprise sur ce pays. Les propriétaires fonciers, convaincus par la méthode, renonçaient à leurs terres et les cédaient au roi. En jurant fidélité au roi, leurs terres leur étaient restituées. Ils reconnaissaient ainsi officiellement qu'ils tenaient leurs biens du roi, et non plus du clan. Ceux qui s'y soumettaient étaient censés parler anglais, s'habiller à la manière anglaise, demeurer fidèles à la couronne, et suivre les coutumes et les lois anglaises.
Cette opération fut lancée sous l'autorité du Gouverneur général de l'Irlande, Anthony Saint-Leger. L'idée de Saint-Leger était essentiellement de transformer l'Irlande gaélique, et de l'intégrer au système politique et constitutionnel de l'Angleterre.
Parmi les clans qui prirent part au processus figurent les O'Neill de Tir Éogain, qui furent créés comtes de Tyrone, et qui siégèrent à la Chambre des lords irlandaise, ainsi que les clans des Mac Aonghusa du comté de Down, des O'Byrnes de Wicklow et des FitzPatricks d'Ossory.
Mais ce mécanisme était accompagné d'une modification profonde du mode de transmission des terres. Le nouveau système introduisait la primogéniture, qui favorise les descendants directs mâles, alors que le système agnatique gaélique traditionnel, appelé « derbfine », permettait à des cousins, aussi éloignés que les arrière-petits-enfants d'un chef ou d'un roi, d'être admissibles à la succession. Avec le nouveau système, ceux-ci ne pouvaient plus devenir que les locataires du cousin qui avait réalisé la « renonciation et restitution ». De plus, celui-ci avait souvent un chef adjoint, désigné à le remplacer par tanistrie, qui se voyait désormais écarté de la succession par le fils du chef. Ceci provoqua des conflits familiaux, qui furent exploités par les officiels anglais de Dublin, qui cherchaient à limiter les pouvoirs des clans ou à s'emparer de tout ou d'une partie de leurs terres.
En 1700, après les guerres de 1595-1603, 1641-53 et 1689-91, bien peu de clans avaient conservé l'intégralité de leurs terres. En 2007, seuls les comtes d'Antrim et les seigneurs d'Inchiquin possédaient encore la plupart de leurs terres d'avant 1500.